# Clot del Peó
El Clot del Peó és un clot a cavall dels termes municipals de Conca de Dalt, a l'antic terme de Toralla i Serradell, i Salàs de Pallars, al Pallars Jussà, en territori dels pobles de Serradell i Salàs de Pallars.
Està situat a la part més occidental del terme, al sud-est del triterme entre els dos municipis esmentats i el de Tremp (antic terme d'Espluga de Serra, a la Pleta Verda.